# Liste d'écrivains algériens
Cette liste présente les auteurs algériens (ou d'Algérie) qui ont écrit aussi bien en berbère, en arabe, qu'en français et en latin.
- Haut – A
- B
- C
- D
- E
- F
- G
- H
- I
- J
- K
- L
- M
- N
- O
- P
- Q
- R
- S
- T
- U
- V
- W
- X
- Y
- Z

## A
- Nourredine Aba (1921-1996)
- Apulée ( 125 - 170)  (son chef-d'œuvre, le roman latin Métamorphoses)
- Abdelkader ibn Muhieddine (1808-1883), chérif, émir, chef religieux, savant musulman soufi, Jugurtha moderne, arabophone
- Nora Aceval (1953-)
- Mouloud Achour[1]
- Kaouther Adimi (née en 1986)
- Razika Adnani (écrit au début du ?)
- Salima Aït Mohamed (né en 1969)
- Mustapha Allaoua, Le Faux Talisman (1893)
- Abdelkader Alloula (1939-1994)
- Malek Alloula (1937-2015)
- Abderrahmane Amalou (poète) (né en 1954), premier auteur algérien ayant transcrit ses œuvres littéraires en braille
- Chawki Amari[2] (né en 1964)
- Karim Amellal (né en 1978)
- Soumya Ammar Khodja (née en 1955)
- Kebir Mustapha Ammi (1952-)
- Djamel Amrani (1935-2005)
- Jean Amrouche (1906–1962)
- Taos Amrouche (1913–1976)
- Leïla Aouchal (1936-2013)
- Mohamed Aouine (né en 1981)
- M'hamed Aoune (1927-2018)
- Mohammed Arkoun (1928-2010)
- Saint Augustin (354-430)
- H'mida Ayachi (né en 1958)
- Zighen Aym (en) (né en 1957)
- Ahmed Azeggagh (1942-2003)

## B
- Belkacem Babaci (1939-2019)
- Salim Bachi (1971-)
- Salah Badis (1994-)
- Mohamed Balhi (1951)
- Hajar Bali (née en 1961)[3], romancière, dramaturge, poétesse
- Ali Bedrici (né en 1951) poète, nouvelliste et romancier.
- Rabah Belamri (1946-1995)
- Yahia Belaskri (né en 1952), Le Silence des dieux (2021)[4]
- Akram Belkaïd (né en 1964)
- Mohamed Belkheir[5]
- Slimane Benaïssa (1943-)
- Abdelkader Benarab (né en 1954)
- Jamel Eddine Bencheikh (1930-2005)
- Kamel Bencheikh
- Mohamed Bencheneb (1869-1929)
- Mohamed Ben Si Ahmed Bencherif (1879-1921)
- Mustapha Benfodil (né en 1968)
- Abdelhamid Benhedouga (1925-1996)
- Anouar Benmalek (né en 1956)
- Abdelouahab Benmansour (1920-2008)
- Latifa Ben Mansour (née en 1950)
- Halima Benmerikhi (1972-)
- Malek Bennabi (1905-1973)
- Abdel Hafed Benotman (1960-2015)
- M'hamed Ben Rahal (1858-1928)[6],[7], premier bachelier indigène en Algérie (1874), La vengeance du cheikh (1891)
- Hedia Bensahli
- Fatima Besnaci-Lancou (née en 1954)
- Maïssa Bey (née en 1950)
- Mohamed Rachid Bey (1946-2011)
- Kamel Bouchama (né en 1943)
- Mohamed Boudia (1932-1973)
- Mohamed Boudiaf (1919-1992)
- Rachid Boudjedra (né en 1941)
- Si Amar Ou Said Boulifa (1861-1931)
- Abdelatif Bounab (né en 1954)
- Azzédine Bounemeur (né en 1945)
- Nina Bouraoui (née en 1967)
- Malika Boussouf (1954-)[8]
- Ismaïl Boughareb (Né en 1960)[9]

## C
- Fadéla Chaïm-Allami
- Salem Chaker (1950-)
- Ouahiba Chaoui (1978-)
- Abed Charef
- Fayçal Chehat[10]
- Achour Cheurfi (1955-)
- Corinne Chevallier (1935-)
- Mohand-Lyazid Chibout, alias Iris
- Aziz Chouaki (1951-2019)

## D
- Kamel Daoud (1970-)
- Donatus Magnus (273- 355)
- Zerdalia Dahoun[11],[12]
- Houda Darwich (1991-)
- Mohammed Dib (1920-2003)
- Mohamed Souheil Dib[13] (1944-)
- Tahar Djaout (1954–1993)
- Assia Djebar (1936–2015)
- Mourad Djebel (1967-)[14],[15]
- Abdelkader Djemaï (1948-)
- Youcef Dris (1945-)

## E
- Ali El Hadj Tahar (né en 1954)
- Amèle El Mahdi (née en 1956)

## F
- Nabile Farès (1940–2016)
- Mohamed Fellag (né en 1950)
- Achour Fenni (né en 1957)
- Mouloud Feraoun (1913–1962)
- Taha-Hassine Ferhat (né en 1950)

## G
- Baya Gacemi (1949-2010)
- Mouloud Gaïd (1916-2020)
- Tahar Gaïd (1929-2019)
- Fatima Gallaire (1944-2020)
- Mélina Gazsi ( Farida Laaloui)[16],[17]
- Salima Ghezali (1958-)
- Smaïl Goumeziane (1940-2021)[18]
- Anna Gréki (1931-1966)
- Hamid Grine (né en 1954)
- Salah Guemriche (né en 1946)
- Said Kamel Gueroui (né en 1951)

## H
- Katia Hacène (née en 1961)
- Malek Haddad (1927-1978)
- Bachir Hadj Ali (1920-1991)
- Djilali Hadjadj
- Terna Hajji[19]
- Ghania Hammadou (1953-)[20]
- Ali Hammoutène (1917-1962)
- Hedia Bensahli (née avant l'indépendance de l'Algérie, 1960 (?))

## I
- Rabah Irbah (né en 1964)

## K
- Mohamed Laïd Al-Khalifa (1904-1979)
- KHODJA Noureddine Omar (1971-.)
- Abdelmadjid Kaouah (né en 1954)
- Kateb Yacine (1929-1989)
- Ali El Kenz (1946-2020)
- Dalila Kerchouche (1973-)
- Safia Ketou (1944-1989)
- Ameziane Kezzar[21],[22],[23]
- Yasmina Khadra (né en 1955)
- Amin Khan (né en 1956)
- Kamel Khélif (1959-), bédéiste[24],[25]
- Aïssa Khelladi
- Ahmed Khireddine (né en 1943)
- Chukri Khodja (1891-1967)[26]
- Soumya Ammar Khodja (1955-)
- Rachid Koraïchi (1947-)
- M'hamed Kouadri (Ahmed Kouadri) (1892-1954)
- Mohand-Amokrane Kheffache

## L
- Mostefa Lacheraf (1918-2007)
- Abdelhamid Laghouati (1943-2021)
- Mohamed Lakhdar Essaihi (1918-2005)
- Waciny Laredj (1954-)
- Aïcha Lemsine (née en 1942)
- Dihya Lwiz (1985-2017)

## M
- Malika Madi (née en 1967)
- Mouloud Mammeri (1917–1989)
- Leïla Marouane (née en 1960)
- Djamel Mati (né en 1950)
- Yamina Mechakra (1949-2013)
- Adlène Meddi (1975-)
- Mehdi Meriamine (né en 1955)
- Amar Meriech (né en 1964)
- Rachid Messaoudi[27]
- Mohammed Ibn Najiallah (né en 1990)
- Khalida Messaoudi (1958-)
- Messaour Boulanouar (1933-2015)
- Arezki Metref (né en 1952)
- Si Mohand Ou Mhand (1848-1905)
- Rachid Mimouni (1945–1995)
- Malika Mokeddem (1949-)
- Mohamed Mokkedem[28]
- Rachid Mokhtari[29],[30]
- Ahlam Mosteghanemi (née en 1953)
- Fadéla M'Rabet (1935-)

## N
- Hamid Nacer-Khodja (1953-2016)
- Abdennour Nouiri (1952-)[31]

## O
- Chabane Ouahioune (1922-2016)
- Malek Ouary (1916-2001)
- Tahar Ouettar (1936-2010)
- Youcef Ou Kaci (XVIIIe siècle)
- Kaki Ould Abderrahmane (1934-1995)
- Z'hour Ounissi (1937-)

## P
- Jean Pélégri (1920 - 2003)

## R
- Mabrouck Rachedi (1976-)
- Abdelkader Rahmani (1923-2015)
- Slimane Rahmani (1893-1964)
- Zahia Rahmani (1962-)
- André Ravéreau (1919-2017)
- Tahardji Rhavia (née en 1972)[32]
- Sarah Rivens (née en 1999) (Algérienne la plus lue de l'histoire)

## S
- Mokhtar Sakhri (né en 1941)
- Noureddine Saâdi[33]
- Slimane Saadoun (né en 1951)
- Omar Samar (Zeid Ben Dieb, 1860?-?), Ali ô mon frère (1893)
- Boualem Sansal (né en 1949)
- Karim Sarroub (né en 1969)
- Abdelmalek Sayad (1933-1998)[34]
- Mohamed Nadir Sebaa (né en 1956)
- Leïla Sebbar (né en 1941)
- Nadia Sebkhi (né en 1965)
- Youcef Sebti (1943-1993)
- Jean Sénac (1926–1973)
- Meriem Serbek
- Habib Souaïdia (né en 1969)

## T
- Tahardji Rhavia (née en 1972)[32]
- Wassyla Tamzali (1941-)
- Habib Tengour (né en 1947)
- Nassima Terfaya (née en 1965)
- Ahmed Tiab (1965-)[35]
- Mohamed Tiab (né en 1957), la chronologie algérienne 1830-1962, Tome 1, Boufarik (Algérie),1999, 363 pages, 1895, Virée dans Orléansville d'autrefois, récit 120p, Kawkab El-Ouloum (Alger), 2021, Edilivre, Paris 2022.
- Hamid Tibouchi (né en 1951)
- Daniel Timsit (1928-2002)[36]
- Rachida Titah[37],[38]
- Mohamed Tizi (né en 1949) auteur-poète en langue française
- Samir Toumi (né en 1968)

## Y
- Mélaz Yakouben[39]
- Tahar Yettou
- Tassadit Yacine
- Nesroulah Yous (1957-)[40]

## Z
- Abderrahmane Zakad (1938-2021)[41],[42]
- Moufdi Zakaria (1908-1977)
- Amin Zaoui (1956-)
- Slimane Zeghidour (1953-)
- Aïssa Zehar (1899-1963)
- Mohamed-Chérif Zerguine (1963-)
- Hafsa Zinaï Koudil (en) (1951-)
- Youcef Zirem (1964-)